# Porhydrus lineatus
Porhydrus lineatus (лат.) — вид жесткокрылых семейства плавунцов. Впервые описан в 1775 году.

## Описание
Жук в длину достигает 3—3,5 мм. Надкрылья жёлтые с бурым швом, четырьмя продольными полосами и боковой каймой.